# Rocca San Felice
Rocca San Felice è un comune italiano di 767 abitanti della provincia di Avellino in Campania.

## Storia
Fino al XIX secolo Rocca San Felice ha fatto parte della provincia di Principato Ultra. Nel quadriennio 1743-46 il suo territorio fu soggetto alla giurisdizione del regio consolato di commercio di Ariano.

### Simboli
Lo stemma e il gonfalone sono stati concessi con decreto del presidente della Repubblica n. 1705 del 3 marzo 1988.
Lo stemma è di azzurro, alla figura di san Felice, il viso e le mani di carnagione, capelluto di nero, aureolato d'oro, vestito con la tunica d'argento e con il mantello di rosso, tenente con la mano destra la palma del martirio, di verde.

## Monumenti e luoghi d'interesse
- Castello di Rocca San Felice
- Chiesa Madre di Santa Maria Maggiore
- Santuario di Santa Felicita
- Cappella di Maria Santissima di Costantinopoli

### Area archeologica della Valle d'Ansanto
nobilis et fama multis memoratus in oris,
Amsancti ualles; densis hunc frondibus atrum        
urget utrimque latus nemoris, medioque fragosus
dat sonitum saxis et torto uertice torrens.
hic specus horrendum et saeui spiracula Ditis
monstrantur, ruptoque ingens Acheronte uorago
pestiferas aperit fauces, quis condita Erinys,        
inuisum numen, terras caelumque leuabat.»
e de' suoi monti una famosa valle,
che d'Amsanto si dice. Ha quinci e quindi       
oscure selve, e tra le selve un fiume
che per gran sassi rumoreggia e cade,
e sì rode le ripe e le scoscende,
che fa spelonca orribile e vorago,
onde spira Acheronte, e Dite esala.      
In questa buca l'odïoso nume
de la crudele e spaventosa Erinne
gittossi, e dismorbò l'aura di sopra.»
(Virgilio, Eneide / libro settimo / vv. 563-571 / traduzione di Annibal Caro.)

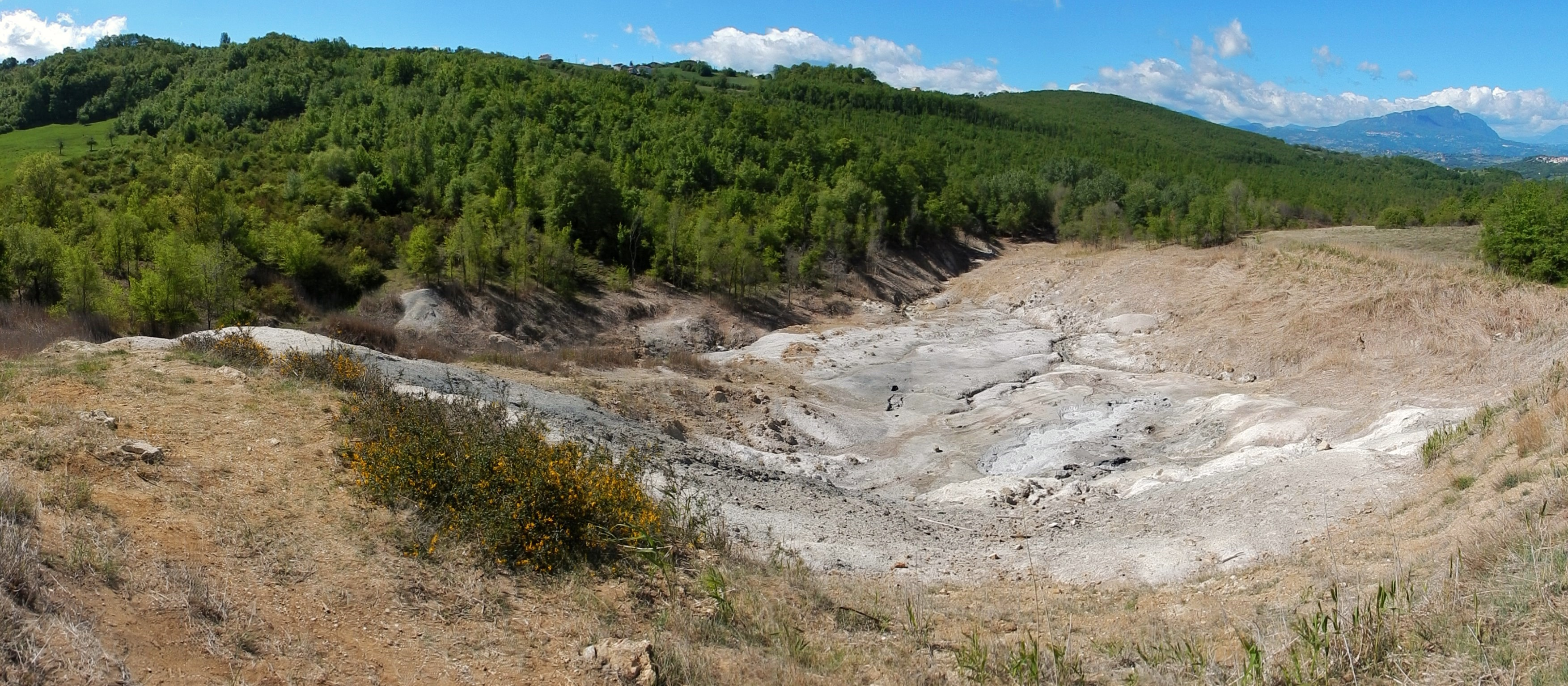
Panoramica delle Mefite

La Valle d'Ansanto (Lacus Ampsanctus in latino), apparentemente simile a un laghetto, è in realtà una mofeta. Tale denominazione deriva dalla lingua osca parlata dagli Irpini i quali, accasatisi nei pressi del lago, chiedevano alla dea Mefite, venerata dalla maggior parte delle popolazioni dell'Italia meridionale, ricchezza e protezione. Le fu dedicato anche un santuario, eretto intorno al VII secolo a.C. Sono stati rinvenuti, nei pressi del tempio, numerosi oggetti provenienti da varie civiltà tra cui anfore, terrecotte nonché l'altare della dea Mefite, conservato nel museo di Capodimonte.
La mofeta è costituita da una pozza d'acqua profonda non oltre due metri per 40 metri di perimetro che ribolle a seguito delle emissioni di gas del sottosuolo, costituite principalmente da anidride carbonica e acido solfidrico. A causa di ciò il territorio circostante è quasi privo di vegetazione e popolazione animale, ad eccezione di una piccola pianta arbustiva, la Genista anxantica (a suo tempo scoperta e classificata come specie a sé stante dal botanico Gussone e riportata nella Flora Napoletana dal Tenore, ma successivamente ridotta a sinonimo di Genista tinctoria). Nella valle d'Ansanto si riscontrano infatti le emissioni di anidride carbonica più alte al mondo (900 t/g).
Le emissioni esalate da tale lago (altamente pericolose per quasi tutti gli esseri viventi, uomo compreso) causavano la morte degli uccelli che lo sorvolavano, il che fece pensare agli antichi che si trattasse di uno spiraglio dell'inferno.

## Società

### Evoluzione demografica
Abitanti censiti

## Amministrazione

### Gemellaggi
- Tavernola San Felice, dal 2014

### Altre informazioni amministrative
Il territorio fa parte della Comunità montana Alta Irpinia.